# Морган (округ, Огайо)
Шаблон:StateAbbr_ 39°37′ пн. ш. 81°51′ зх. д. / 39.61° пн. ш. 81.85° зх. д.
Округ Морган (англ. Morgan County) — округ (графство) у штаті Огайо, США. Ідентифікатор округу 39115.

## Історія
Округ утворений 1817 року.

## Демографія
За даними перепису
2000 року
загальне населення округу становило 14897 осіб, зокрема міського населення було 2706, а сільського — 12191.
Серед мешканців округу чоловіків було 7317, а жінок — 7580. В окрузі було 5890 домогосподарств, 4178 родин, які мешкали в 7771 будинках.
Середній розмір родини становив 2,98.
Віковий розподіл населення поданий у таблиці:
| Стать    | До 15 років | 15-21 | 22-29 | 30-39 | 40-49 | 50-65 | 65-85 | Понад 85 |
| -------- | ----------- | ----- | ----- | ----- | ----- | ----- | ----- | -------- |
| Чоловіки | 1544        | 740   | 597   | 1002  | 1085  | 1348  | 926   | 75       |
| Жінки    | 1514        | 707   | 600   | 1006  | 1098  | 1329  | 1145  | 181      |

## Суміжні округи
- Маскінґам — північ
- Нобл — північний схід
- Вашингтон — південний схід
- Афіни — південний захід
- Перрі — захід

## Виноски
1. ↑  U.S. Decennial Census. United States Census Bureau. Архів оригіналу за 26 квітня 2015. Процитовано 9 лютого 2015.
2. ↑  Historical Census Browser. University of Virginia Library. Архів оригіналу за 11 серпня 2012. Процитовано 9 лютого 2015.
3. ↑  Forstall, Richard L., ред. (27 березня 1995). Population of Counties by Decennial Census: 1900 to 1990. United States Census Bureau. Архів оригіналу за 24 липня 2017. Процитовано 9 лютого 2015.
4. ↑  Census 2000 PHC-T-4. Ranking Tables for Counties: 1990 and 2000 (PDF). United States Census Bureau. 2 квітня 2001. Архів оригіналу (PDF) за 18 грудня 2014. Процитовано 9 лютого 2015.
5. ↑  State & County QuickFacts. United States Census Bureau. Архів оригіналу за 6 червня 2011. Процитовано 9 лютого 2015.(англ.) Наведено за англійською вікіпедією.
6. ↑  American FactFinder. Бюро перепису населення США. Архів оригіналу за 26 лютого 2012. Процитовано 31 січня 2008.

| США | Це незавершена стаття з географії США. Ви можете допомогти проєкту, виправивши або дописавши її. |